# Unione Sportiva Lecce 2024-2025
Questa voce raccoglie le informazioni riguardanti l'Unione Sportiva Lecce nelle competizioni ufficiali della stagione 2024-2025.

## Stagione
Chiusa la campagna abbonamenti con il record di tessere sottoscritte (21 551), il Lecce del confermato tecnico Luca Gotti esordisce in Coppa Italia il 12 agosto ai trentaduesimi, battendo per 2-1 il Mantova. Dopo due sconfitte nelle prime due giornate, i salentini colgono la prima vittoria alla terza giornata, in casa contro il Cagliari. Dopo due pareggi, quattro sconfitte consecutive fanno precipitare i giallorossi all'ultimo posto della graduatoria. Alla decima giornata arriva un successo casalingo contro il Verona, cui segue un'altra sconfitta. A seguito del pari casalingo contro l'Empoli alla dodicesima giornata, Gotti viene esonerato, con la squadra al penultimo posto della classifica con 9 punti; la panchina viene affidata a Marco Giampaolo, che vince all'esordio sul campo del Venezia, portando i salentini fuori dalla zona calda, e poi pareggia in casa contro la Juventus. Dopo la sconfitta sul campo della Roma, i giallorossi confermano il buon momento vincendo in casa un altro scontro diretto, contro il Monza, poi subiscono due sconfitte consecutive, scivolando a +2 sulla zona retrocessione. Il girone d'andata si chiude col pari casalingo contro il Genoa, che lascia i giallorossi al diciottesimo posto, a pari punti con il Cagliari. Il girone di ritorno comincia con la vittoria in casa dell'Empoli, cui seguono le sconfitta in casa del Cagliari e in casa contro l'Inter, che fanno tornare i giallorossi al terzultimo posto. Nella gara seguente il Lecce batte in trasferta il Parma, tornando a +3 sulla zona rossa. Con due pareggi consecutivi a reti bianche i giallorossi salgono poi a +5 sulla zona retrocessione, ma poi cinque sconfitte di fila fanno a scendere a 2 i punti di vantaggio sulla terzultima classificata. Pareggiato lo scontro diretto contro il Venezia alla trentunesima giornata, il Lecce subisce altre due sconfitte di fila, per poi ottenere un pari e tornare a +2 sulla zona rossa. La successiva sconfitta casalinga assottiglia il vantaggio sulla terzultima a un punto, poi il Lecce pareggia in casa del Verona e, a causa delle contemporanee vittorie di Empoli e Venezia, viene agganciato dai toscani e scavalcato di un punto dai veneti, cadendo in zona retrocessione a due giornate dalla fine del torneo. Alla penultima giornata Empoli e Lecce vincono le rispettive partite, salendo entrambe a 31 punti, mentre il Venezia, sconfitto, rimane penultimo in graduatoria a 29 punti. All'ultima giornata i giallorossi ottengono la salvezza battendo la Lazio all'Olimpico e salendo a 34 punti, con gli empolesi retrocessi a causa della contemporanea sconfitta casalinga. Per il club è un record: mai il Lecce aveva centrato la salvezza in Serie A per tre stagioni consecutive. 
In Coppa Italia i giallorossi eliminano il Mantova ai trentaduesimi, per poi essere eliminati ai sedicesimi dal Sassuolo.

## Divise e sponsor
Come sponsor tecnico per la stagione 2024-2025 è confermato il marchio M908, autoprodotto. Il main sponsor è Deghi, azienda salentina attiva nella vendita in tutto il mondo di mobili e arredi per la casa. 
Alla trentesima giornata, in casa contro la Roma, il Lecce ha indossato una divisa vintage per celebrare i 117 anni di storia, basata su quella con cui vinse la Coppa Italia Semiprofessionisti del 1976.
| Casa | Trasferta | Terza divisa | Casa (alternativa) | Celebrativa |

## Organigramma societario
ORGANI DI AMMINISTRAZIONE E CONTROLLO
Consiglio di amministrazione
- Presidente: Saverio Sticchi Damiani
- Vicepresidenti: Alessandro Adamo e Corrado Liguori
- Amministratori: Dario Carofalo, Silvia Carofalo, Salvatore De Vitis, Paola Del Brocco

Collegio sindacale
- Presidente: Giuseppe Tamborrino
- Sindaci effettivi: Lauretana Fasano, Domenico Massimo Mangiameli
- Sindaci supplenti: Giuseppe Quarta, Giovanni Santoro

Management
- Direttore generale area amministrativa: Giuseppe Mercadante
- Direttore area finanziaria: Chiara Carrozzo
- Responsabile area legale: Domenico Zinnari
- Direttore generale area tecnica: Pantaleo Corvino
- Direttore sportivo: Stefano Trinchera
- Team manager: Claudio Vino
- Segretario sportivo: Rosario Imparato
- Segretario settore giovanile: Pasquale Valzano
- Responsabile biglietteria e vice delegato alla gestione dell'evento: Angelica De Mitri
- Delegato alla gestione dell'evento e stadium manager: Donato Provenzano
- Responsabile comunicazione: Andrea Ferrante
- Ufficio stampa: Dario Sanghez, Tommaso Martino
- Responsabile marketing: Andrea Micati
- Ufficio marketing: Ilenia De Pascalis
- Amministrazione: Alessandro Tondi
- Slo: Giovanni Apollonio
- Fotografo ufficiale: Marco Lezzi

STAFF TECNICO
- Allenatore: Luca Gotti (1ª-12ª) - Marco Giampaolo (13ª-)
- Allenatore in seconda: Dan Thomassen (1ª-12ª) - Francesco Conti (13ª-)
- Collaboratore tecnico: Stefano Daniel (1ª-12ª) - Fabio Micarelli (13ª-)
- Collaboratore tecnico e match analyst: Simone Greco
- Match analyst: Alcide Di Salvadore
- Preparatore atletico: Salvatore Sciuto (1ª-12ª) - Samuele Melotto (13ª-)
- Preparatore atletico e recupero infortunati: Giovanni De Luca
- Preparatore dei portieri: Luigi Sassanelli
- Preparatore dei portieri: Raffaele Clemente
- Responsabile magazziniere: Giovanni Fasano
- Magazziniere: Emanuele Perrone

STAFF SANITARIO
- Responsabile area sanitaria: Giuseppe Congedo
- Medico: Antonio Tondo
- Podologa: Anna Chiara Schido
- Fisioterapista ed Osteopata: Graziano Fiorita
- Fisioterapista: Francesco Soda
- Fisioterapista: Marco Camassa
- Osteopata: Stefano Carrisi
- Responsabile nutrizione sportiva: Mirco Spedicato
- Collaboratore nutrizione sportiva: Luigi Sturdà

## Rosa
Aggiornata al 2 febbraio 2025.
| N. |                           | Ruolo | Calciatore                      |
| -- | ------------------------- | ----- | ------------------------------- |
| 1  | Germania (bandiera)       | P     | Christian Früchtl               |
| 2  | Francia (bandiera)        | D     | Andy Pelmard                    |
| 2  | Germania (bandiera)       | D     | Elijah Scott                    |
| 3  | Croazia (bandiera)        | A     | Ante Rebić                      |
| 4  | Angola (bandiera)         | D     | Kialonda Gaspar                 |
| 5  | Albania (bandiera)        | C     | Medon Berisha                   |
| 6  | Italia (bandiera)         | D     | Federico Baschirotto (capitano) |
| 7  | Spagna (bandiera)         | A     | Tete Morente                    |
| 8  | Tunisia (bandiera)        | C     | Hamza Rafia                     |
| 9  | Montenegro (bandiera)     | A     | Nikola Krstović                 |
| 10 | Francia (bandiera)        | A     | Rémi Oudin                      |
| 10 | Costa d'Avorio (bandiera) | A     | Konan N'Dri                     |
| 11 | Italia (bandiera)         | A     | Nicola Sansone                  |
| 12 | Francia (bandiera)        | D     | Frédéric Guilbert               |
| 13 | Danimarca (bandiera)      | D     | Patrick Dorgu                   |
| 14 | Islanda (bandiera)        | C     | Þórir Jóhann Helgason           |
| 16 | Spagna (bandiera)         | C     | Joan González                   |
| 17 | Francia (bandiera)        | D     | Valentin Gendrey                |
| 17 | Portogallo (bandiera)     | D     | Danilo Veiga                    |
| 19 | Francia (bandiera)        | D     | Gaby Jean                       |
| 20 | Albania (bandiera)        | C     | Ylber Ramadani                  |
| 21 | Italia (bandiera)         | D     | Kevin Bonifazi                  |

| N. |                        | Ruolo | Calciatore               |
| -- | ---------------------- | ----- | ------------------------ |
| 22 | Zambia (bandiera)      | A     | Lameck Banda             |
| 23 | Romania (bandiera)     | A     | Rareș Burnete            |
| 25 | Italia (bandiera)      | D     | Antonino Gallo           |
| 26 | Bulgaria (bandiera)    | D     | Cristian Pehlivanov      |
| 27 | Irlanda (bandiera)     | C     | Ed McJannet              |
| 28 | Australia (bandiera)   | D     | Sebastian Esposito       |
| 29 | Mali (bandiera)        | C     | Lassana Coulibaly        |
| 30 | Italia (bandiera)      | P     | Wladimiro Falcone        |
| 31 | Svezia (bandiera)      | A     | Joel Voelkerling Persson |
| 32 | Finlandia (bandiera)   | P     | Jasper Samooja           |
| 34 | Albania (bandiera)     | A     | Dario Daka               |
| 36 | Polonia (bandiera)     | C     | Filip Marchwiński        |
| 37 | Svezia (bandiera)      | A     | Jesper Karlsson          |
| 40 | Italia (bandiera)      | A     | Luis Hasa                |
| 42 | Paesi Bassi (bandiera) | D     | Vernon Addo              |
| 44 | Portogallo (bandiera)  | D     | Tiago Gabriel            |
| 50 | Argentina (bandiera)   | A     | Santiago Pierotti        |
| 75 | Francia (bandiera)     | C     | Balthazar Pierret        |
| 77 | Francia (bandiera)     | C     | Mohamed Kaba             |
| 98 | Romania (bandiera)     | P     | Alexandru Borbei         |
| 99 | Italia (bandiera)      | D     | Marco Sala               |

## Calciomercato

### Sessione estiva(dall'1/7 al 30/8)
| Acquisti         | Acquisti              | Acquisti               | Acquisti               |
| R.               | Nome                  | da                     | Modalità               |
| ---------------- | --------------------- | ---------------------- | ---------------------- |
| P                | Christian Früchtl     | Austria Vienna         | definitivo (1 milione) |
| D                | Kevin Bonifazi        | Bologna                | prestito               |
| D                | Kialonda Gaspar       | Estrela Amadora        | definitivo (2 milioni) |
| D                | Frédéric Guilbert     | Strasburgo             | svincolato             |
| D                | Gaby Jean             | Annecy                 | definitivo (1 milione) |
| D                | Andy Pelmard          | Clermont Foot          | prestito               |
| C                | Lassana Coulibaly     | Salernitana            | definitivo (2 milioni) |
| C                | Luis Hasa             | Juventus Next Gen      | definitivo             |
| C                | Filip Marchwiński     | Lech Poznań            | definitivo (3 milioni) |
| C                | Tete Morente          | Elche                  | svincolato             |
| C                | Balthazar Pierret     | Quevilly-Rouen         | svincolato             |
| A                | Ante Rebić            | Beşiktaş               | svincolato             |
| Altre operazioni |                       |                        |                        |
| R.               | Nome                  | da                     | Modalità               |
| C                | Þórir Jóhann Helgason | Eintracht Braunschweig | fine prestito          |

| Cessioni         | Cessioni                 | Cessioni                | Cessioni                 |
| R.               | Nome                     | a                       | Modalità                 |
| ---------------- | ------------------------ | ----------------------- | ------------------------ |
| P                | Marco Bleve              | Carrarese               | prestito                 |
| P                | Federico Brancolini      | -                       | svincolato               |
| P                | Antonino Viola           | Team Altamura           | definitivo               |
| D                | Kastriot Dermaku         | -                       | svincolato               |
| D                | Valentin Gendrey         | Hoffenheim              | definitivo (8 milioni)   |
| D                | Razvan Pascalau          | -                       | svincolato               |
| D                | Marin Pongračić          | Fiorentina              | definitivo (15 milioni)  |
| D                | Zinedin Smajlovic        | -                       | svincolato               |
| D                | Ahmed Touba              | İstanbul Başakşehir     | fine prestito            |
| D                | Lorenzo Venuti           | Sampdoria               | definitivo               |
| C                | Pontus Almqvist          | Rostov                  | fine prestito            |
| C                | Alexis Blin              | Palermo                 | definitivo (1.5 milioni) |
| C                | Giacomo Faticanti        | Juventus Next Gen       | prestito                 |
| C                | Henri Salomaa            | Casertana Football Club | prestito                 |
| C                | Daniel Samek             | Hradec Králové          | prestito                 |
| A                | Roberto Piccoli          | Atalanta                | fine prestito            |
| Altre operazioni |                          |                         |                          |
| R.               | Nome                     | a                       | Modalità                 |
| D                | Mats Lemmens             | Lokeren                 | prestito                 |
| C                | Marcin Listkowski        | Jagiellonia             | definitivo               |
| C                | Youssef Maleh            | Empoli                  | prestito                 |
| A                | Pablo Rodríguez          | Racing Santander        | prestito                 |
| A                | Joel Voelkerling Persson | IFK Värnamo             | prestito                 |

### Sessione invernale(dal 2/1 al 2/2)
| Acquisti         | Acquisti        | Acquisti        | Acquisti                 |
| R.               | Nome            | da              | Modalità                 |
| ---------------- | --------------- | --------------- | ------------------------ |
| D                | Tiago Gabriel   | Estrela Amadora | definitivo (1 milione)   |
| D                | Marco Sala      | Como            | prestito                 |
| D                | Elijah Scott    | Stoccarda       | definitivo               |
| D                | Danilo Veiga    | Estrela Amadora | definitivo (1 milione)   |
| A                | Jesper Karlsson | Bologna         | prestito                 |
| A                | Konan N'Dri     | OH Lovanio      | definitivo (1.5 milioni) |
| Altre operazioni |                 |                 |                          |
| R.               | Nome            | da              | Modalità                 |

| Cessioni         | Cessioni         | Cessioni         | Cessioni                 |
| R.               | Nome             | a                | Modalità                 |
| ---------------- | ---------------- | ---------------- | ------------------------ |
| P                | Alexandru Borbei | CFR Cluj         | prestito                 |
| D                | Patrick Dorgu    | Manchester Utd   | definitivo (30 milioni)  |
| D                | Andy Pelmard     | Clermont Foot    | fine anticipata prestito |
| C                | Luis Hasa        | Napoli           | definitivo               |
| C                | Ed McJannet      | Audace Cerignola | prestito                 |
| D                | Kevin Bonifazi   | Sassuolo         | prestito (dal Bologna)   |
| A                | Dario Daka       | Trapani          | definitivo               |
| A                | Rémi Oudin       | Sampdoria        | prestito                 |
| Altre operazioni |                  |                  |                          |
| R.               | Nome             | a                | Modalità                 |

## Risultati

### Serie A

#### Girone di andata
| Arbitro: | Massa (Imperia) |

|  |           |                                              |
|  | Marcatori | 35’, 66’ Brescianini 45’, 57’ (rig.) Retegui |

| Arbitro: | Di Marco (Ciampino) |

|                                  |           |  |
| Darmian 5’ Çalhanoğlu 69’ (rig.) | Marcatori |  |

| Arbitro: | Fabbri (Ravenna) |

|              |           |  |
| Krstović 26’ | Marcatori |  |

| Torino 15 settembre 2024, ore 15:00 CEST 4ª giornata | Torino         | 0 – 0 referto | Lecce | Olimpico Grande Torino (24 277 spett.)\| Arbitro: \| Colombo (Como) \| |
| Arbitro:                                             | Colombo (Como) |               |       |                                                                        |

| Arbitro: | Guida (Torre Annunziata) |

|                        |           |                              |
| Dorgu 32’ Krstović 59’ | Marcatori | 90+3’ Almqvist 90+6’ Hainaut |

| Arbitro: | Zufferli (Udine) |

|                                      |           |  |
| Morata 38’ Hernández 41’ Pulisic 43’ | Marcatori |  |

| Arbitro: | Mariani (Aprilia) |

|            |           |  |
| Zemura 75’ | Marcatori |  |

| Arbitro: | Fourneau (Roma 1) |

|  |           |                                                          |
|  | Marcatori | 20’, 45’ Cataldi 34’, 54’ Colpani 61’ Beltrán 72’ Parisi |

| Arbitro: | Tremolada (Monza) |

|                |           |  |
| Di Lorenzo 73’ | Marcatori |  |

| Arbitro: | Mariani (Aprilia) |

|           |           |  |
| Dorgu 51’ | Marcatori |  |

| Arbitro: | Collu (Cagliari) |

|              |           |  |
| Orsolini 85’ | Marcatori |  |

| Arbitro: | Sacchi (Macerata) |

|              |           |              |
| Pierotti 77’ | Marcatori | 33’ Pellegri |

| Arbitro: | Pairetto (Nichelino) |

|  |           |           |
|  | Marcatori | 70’ Dorgu |

| Arbitro: | Rapuano (Rimini) |

|             |           |              |
| Rebić 90+3’ | Marcatori | 68’ Cambiaso |

| Arbitro: | Chiffi (Padova) |

|                                                   |           |                     |
| Saelemaekers 13’ Mancini 59’ Pisilli 66’ Koné 86’ | Marcatori | 40’ (rig.) Krstović |

| Arbitro: | Mariani (Aprilia) |

|                         |           |                  |
| Morente 3’ Krstović 44’ | Marcatori | 37’ (aut.) Dorgu |

| Arbitro: | Manganiello (Pinerolo) |

|             |           |                                      |
| Morente 50’ | Marcatori | 45+3’ (rig.) Castellanos 87’ Marušić |

| Arbitro: | Piccinini (Forlì) |

|                     |           |  |
| Paz 49’ Cutrone 79’ | Marcatori |  |

| Lecce 5 gennaio 2025, ore 15:00 CET 19ª giornata | Lecce              | 0 – 0 referto | Genoa | Stadio Via del mare (26 436 spett.)\| Arbitro: \| Marinelli (Tivoli) \| |
| Arbitro:                                         | Marinelli (Tivoli) |               |       |                                                                         |

#### Girone di ritorno
| Arbitro: | Chiffi (Padova) |

|            |           |                                |
| Cacace 47’ | Marcatori | 6’ Morente 11’, 90+1’ Krstović |

| Arbitro: | Sacchi (Macerata) |

|                                              |           |              |
| Gaetano 60’ Luperto 65’ Zortea 80’ Obert 83’ | Marcatori | 42’ Pierotti |

| Arbitro: | Marinelli (Tivoli) |

|  |           |                                                            |
|  | Marcatori | 6’ Frattesi 39’ L. Martínez 57’ Dumfries 61’ (rig.) Taremi |

| Arbitro: | Sozza (Seregno) |

|                   |           |                                  |
| Valeri 34’ (rig.) | Marcatori | 36’ Krstović 63’, 90+3’ Pierotti |

| Lecce 9 febbraio 2025, ore 18:00 CET 24ª giornata | Lecce             | 0 – 0 referto | Bologna | Stadio Via del mare (24 910 spett.)\| Arbitro: \| Fourneau (Roma 1) \| |
| Arbitro:                                          | Fourneau (Roma 1) |               |         |                                                                        |

| Monza 16 febbraio 2025, ore 15:00 CET 25ª giornata | Monza            | 0 – 0 referto | Lecce | Stadio Brianteo (11 050 spett.)\| Arbitro: \| Collu (Cagliari) \| |
| Arbitro:                                           | Collu (Cagliari) |               |       |                                                                   |

| Arbitro: | Bonacina (Bergamo) |

|  |           |                  |
|  | Marcatori | 32’ (rig.) Lucca |

| Arbitro: | Marinelli (Tivoli) |

|           |           |  |
| Gosens 9’ | Marcatori |  |

| Arbitro: | Doveri (Roma 1) |

|                  |           |                                          |
| Krstović 7’, 59’ | Marcatori | 68’ (aut.) Gallo 73’ (rig.), 81’ Pulisic |

| Arbitro: | Maresca (Napoli) |

|                    |           |                     |
| Miretti 18’, 45+2’ | Marcatori | 68’ (rig.) Krstović |

| Arbitro: | Manganiello (Pinerolo) |

|  |           |            |
|  | Marcatori | 80’ Dovbyk |

| Arbitro: | Piccinini (Forlì) |

|                 |           |                  |
| Baschirotto 65’ | Marcatori | 50’ (aut.) Gallo |

| Arbitro: | Zufferli (Udine) |

|                           |           |                 |
| Koopmeiners 2’ Yıldız 33’ | Marcatori | 87’ Baschirotto |

| Arbitro: | Sozza (Seregno) |

|  |           |                               |
|  | Marcatori | 33’, 90+1’ Diao 84’ Goldaniga |

| Arbitro: | La Penna (Roma 1) |

|                    |           |                     |
| Retegui 69’ (rig.) | Marcatori | 29’ (rig.) Karlsson |

| Arbitro: | Massa (Imperia) |

|  |           |               |
|  | Marcatori | 21’ Raspadori |

| Arbitro: | Maresca (Napoli) |

|             |           |              |
| Coppola 41’ | Marcatori | 23’ Krstović |

| Arbitro: | Rapuano (Rimini) |

|              |           |  |
| Ramadani 46’ | Marcatori |  |

| Arbitro: | Fabbri (Ravenna) |

|  |           |               |
|  | Marcatori | 43’ Coulibaly |

### Turni eliminatori
| Arbitro: | Perri (Roma 1) |

|                         |           |                |
| Gaspar 14’ Krstović 86’ | Marcatori | 73’ Bragantini |

| Arbitro: | Perenzoni (Rovereto) |

|  |           |                              |
|  | Marcatori | 13’ Muharemović 79’ D'Andrea |

## Statistiche

### Statistiche di squadra
| Competizione | Punti | In casa | In casa | In casa | In casa | In casa | In casa | In trasferta | In trasferta | In trasferta | In trasferta | In trasferta | In trasferta | Totale | Totale | Totale | Totale | Totale | Totale | DR  |
| Competizione | Punti | G       | V       | N       | P       | Gf      | Gs      | G            | V            | N            | P            | Gf           | Gs           | G      | V      | N      | P      | Gf     | Gs     | DR  |
| ------------ | ----- | ------- | ------- | ------- | ------- | ------- | ------- | ------------ | ------------ | ------------ | ------------ | ------------ | ------------ | ------ | ------ | ------ | ------ | ------ | ------ | --- |
| Serie A      | 34    | 19      | 4       | 6       | 9       | 13      | 31      | 19           | 4            | 4            | 11           | 14           | 27           | 38     | 8      | 10     | 20     | 27     | 58     | -31 |
| Coppa Italia | -     | 2       | 1       | 0       | 1       | 2       | 3       | 0            | 0            | 0            | 0            | 0            | 0            | 2      | 1      | 0      | 1      | 2      | 3      | -1  |
| Totale       | -     | 21      | 5       | 6       | 9       | 15      | 33      | 19           | 3            | 4            | 12           | 14           | 27           | 40     | 9      | 10     | 21     | 29     | 61     | -32 |

### Andamento in campionato
| Giornata  | 1  | 2  | 3  | 4  | 5  | 6  | 7  | 8  | 9  | 10 | 11 | 12 | 13 | 14 | 15 | 16 | 17 | 18 | 19 | 20 | 21 | 22 | 23 | 24 | 25 | 26 | 27 | 28 | 29 | 30 | 31 | 32 | 33 | 34 | 35 | 36 | 37 | 38 |
| --------- | -- | -- | -- | -- | -- | -- | -- | -- | -- | -- | -- | -- | -- | -- | -- | -- | -- | -- | -- | -- | -- | -- | -- | -- | -- | -- | -- | -- | -- | -- | -- | -- | -- | -- | -- | -- | -- | -- |
| Luogo     | C  | T  | C  | T  | C  | T  | T  | C  | T  | C  | T  | C  | T  | C  | T  | C  | C  | T  | C  | T  | T  | C  | T  | C  | T  | C  | T  | C  | T  | C  | C  | T  | C  | T  | C  | T  | C  | T  |
| Risultato | P  | P  | V  | N  | N  | P  | P  | P  | P  | V  | P  | N  | V  | N  | P  | V  | P  | P  | N  | V  | P  | P  | V  | N  | N  | P  | P  | P  | P  | P  | N  | P  | P  | N  | P  | N  | V  | V  |
| Posizione | 17 | 20 | 13 | 13 | 16 | 17 | 17 | 19 | 20 | 19 | 20 | 18 | 15 | 16 | 16 | 14 | 14 | 17 | 18 | 13 | 15 | 18 | 14 | 14 | 15 | 16 | 16 | 16 | 16 | 17 | 17 | 17 | 17 | 17 | 17 | 18 | 17 | 17 |

Fonte:  Serie A – Classifica, su legaseriea.it.
Legenda:

Luogo: C = Casa; T = Trasferta. Risultato: V = Vittoria; N = Pareggio; P = Sconfitta.

### Statistiche dei giocatori
In corsivo i giocatori ceduti a stagione in corso.
| Giocatore      | Serie A  | Serie A | Serie A     | Serie A    | Coppa Italia | Coppa Italia | Coppa Italia | Coppa Italia | Totale   | Totale | Totale      | Totale     |
| Giocatore      | Presenze | Reti    | Ammonizioni | Espulsioni | Presenze     | Reti         | Ammonizioni  | Espulsioni   | Presenze | Reti   | Ammonizioni | Espulsioni |
| -------------- | -------- | ------- | ----------- | ---------- | ------------ | ------------ | ------------ | ------------ | -------- | ------ | ----------- | ---------- |
| L. Banda       | 15       | 0       | 1           | 0          | 2            | 0            | 0            | 0            | 17       | 0      | 1           | 0          |
| F. Baschirotto | 38       | 2       | 3           | 0          | 1            | 0            | 0            | 0            | 39       | 2      | 3           | 0          |
| M. Berisha     | 17       | 0       | 5           | 0          | 1            | 0            | 0            | 0            | 18       | 0      | 5           | 0          |
| K. Bonifazi    | 3        | 0       | 0           | 0          | 0            | 0            | 0            | 0            | 3        | 0      | 0           | 0          |
| R. Burnete     | 4        | 0       | 0           | 0          | 1            | 0            | 0            | 0            | 5        | 0      | 0           | 0          |
| J. Corfitzen   | 0        | 0       | 0           | 0          | 0            | 0            | 0            | 0            | 0        | 0      | 0           | 0          |
| L. Coulibaly   | 38       | 1       | 3           | 0          | 0            | 0            | 0            | 0            | 38       | 1      | 3           | 0          |
| P. Dorgu       | 21       | 3       | 2           | 1          | 2            | 0            | 0            | 0            | 23       | 3      | 2           | 1          |
| W. Falcone     | 38       | -58     | 2           | 0          | 1            | -1           | 0            | 0            | 39       | -59    | 2           | 0          |
| C. Früchtl     | 0        | 0       | 0           | 0          | 1            | -2           | 0            | 0            | 1        | -2     | 0           | 0          |
| T. Gabriel     | 2        | 0       | 0           | 0          | 0            | 0            | 0            | 0            | 2        | 0      | 0           | 0          |
| A. Gallo       | 31       | 0       | 3           | 1          | 2            | 0            | 0            | 0            | 33       | 0      | 3           | 1          |
| K. Gaspar      | 24       | 0       | 3           | 0          | 2            | 1            | 0            | 0            | 26       | 1      | 3           | 0          |
| V. Gendrey     | 2        | 0       | 0           | 0          | 1            | 0            | 0            | 0            | 3        | 0      | 0           | 0          |
| J. González    | 0        | 0       | 0           | 0          | 0            | 0            | 0            | 0            | 0        | 0      | 0           | 0          |
| F. Guilbert    | 31       | 0       | 3           | 2          | 1            | 0            | 0            | 0            | 32       | 0      | 3           | 2          |
| L. Hasa        | 0        | 0       | 0           | 0          | 1            | 0            | 0            | 0            | 1        | 0      | 0           | 0          |
| G. Jean        | 19       | 0       | 0           | 0          | 1            | 0            | 0            | 0            | 20       | 0      | 0           | 0          |
| Þ. Helgason    | 21       | 0       | 0           | 0          | 0            | 0            | 0            | 0            | 21       | 0      | 0           | 0          |
| M. Kaba        | 15       | 0       | 1           | 0          | 0            | 0            | 0            | 0            | 15       | 0      | 1           | 0          |
| J. Karlsson    | 13       | 1       | 2           | 0          | 0            | 0            | 0            | 0            | 13       | 1      | 2           | 0          |
| N. Krstović    | 37       | 11      | 6           | 0          | 1            | 1            | 0            | 0            | 38       | 12     | 6           | 0          |
| F. Marchwiński | 1        | 0       | 0           | 0          | 2            | 0            | 0            | 0            | 3        | 0      | 0           | 0          |
| E. McJannet    | 0        | 0       | 0           | 0          | 0            | 0            | 0            | 0            | 0        | 0      | 0           | 0          |
| T. Morente     | 31       | 3       | 5           | 0          | 1            | 0            | 0            | 0            | 32       | 3      | 5           | 0          |
| K. N'Dri       | 11       | 0       | 0           | 0          | 0            | 0            | 0            | 0            | 11       | 0      | 0           | 0          |
| R. Oudin       | 11       | 0       | 1           | 0          | 2            | 0            | 0            | 0            | 13       | 0      | 1           | 0          |
| A. Pelmard     | 3        | 0       | 1           | 0          | 1            | 0            | 0            | 0            | 4        | 0      | 1           | 0          |
| S. Pierotti    | 36       | 4       | 6           | 1          | 2            | 0            | 0            | 0            | 38       | 4      | 6           | 1          |
| B. Pierret     | 30       | 0       | 2           | 0          | 2            | 0            | 0            | 0            | 32       | 0      | 2           | 0          |
| H. Rafia       | 18       | 0       | 4           | 0          | 2            | 0            | 0            | 0            | 20       | 0      | 4           | 0          |
| Y. Ramadani    | 29       | 1       | 4           | 0          | 1            | 0            | 0            | 0            | 30       | 1      | 4           | 0          |
| A. Rebić       | 27       | 1       | 3           | 1          | 1            | 0            | 0            | 0            | 28       | 1      | 3           | 1          |
| M. Sala        | 2        | 0       | 0           | 0          | 0            | 0            | 0            | 0            | 2        | 0      | 0           | 0          |
| J. Samooja     | 0        | 0       | 0           | 0          | 0            | 0            | 0            | 0            | 0        | 0      | 0           | 0          |
| N. Sansone     | 5        | 0       | 1           | 0          | 0            | 0            | 0            | 0            | 5        | 0      | 1           | 0          |
| D. Veiga       | 13       | 0       | 0           | 0          | 0            | 0            | 0            | 0            | 13       | 0      | 0           | 0          |

## Giovanili

### Organigramma
Management
- - Supervisore settore giovanile: Pantaleo Corvino
  - Responsabile settore giovanile: Andrea D'Amblè

Staff tecnico
- Primavera[16]
  - Allenatore: Giuseppe Scurto
  - Allenatore in seconda:
  - Preparatore atletico: Paolo Traficante
  - Collaboratori: Diego Zaccardi, Leandro Catanese
  - Dirigente accompagnatore - Giuseppe Nucci
- Under 17
  - Allenatore - Simone Schipa
  - Allenatore in seconda - Antonio Manni
  - Preparatore atletico - Raffaele Tumolo
  - Preparatore portieri - Francesco Garzilli
  - Collaboratore atletico - Ludovico Guerrieri
  - Dirigente accompagnatore - Marco Geusa
- Under 16
  - Allenatore -
  - Allenatore in seconda - Riccardo Personè
  - Preparatore atletico - Raffaele Tumolo
  - Preparatore portieri - Francesco Garzilli
  - Collaboratori - Giammarco Maldarella, Samuele Rizzo
  - Dirigente accompagnatore - Stefano Tundo
- Under 15
  - Allenatore -
  - Allenatore in seconda - Fabio Marrocco
  - Preparatore atletico - Paolo Fontò
  - Preparatore portieri - Giampaolo Luperto
  - Collaboratore - Alessio Rosato
  - Dirigente accompagnatore - Giampiero Tundo
- Giovanissimi Regionali
  - Allenatore - Luca Renna
  - Allenatore in seconda - Pierluigi Lagna
  - Collaboratori - Mariano Angelo, Alessio Rosato
- Giovanissimi Provinciali
  - Allenatore - Emanuele Antonucci
  - Allenatore in seconda - Antonio Caputo
  - Collaboratori - Lorenzo Cosimo Rollo, Alessio Rosato
- Esordienti
  - Allenatore - Paolo Castelluzzo
  - Collaboratori - Alessio Rosato, Gabriele Montinaro
- Pulcini
  - Allenatori - Gianluca Garagiuli, Daniele Leone
  - Collaboratori - Leandro Catanese, Mattia Giannattasio, Alessio Rosato